# フジテレビ系ドラマオリジナルサウンドトラック「きらきらひかる」
『フジテレビ系ドラマオリジナルサウンドトラック「きらきらひかる」』（フジテレビけいドラマオリジナルサウンドトラック きらきらひかる）は、吉俣良によるフジテレビ系ドラマ『きらきらひかる』のサウンドトラック。1998年3月4日にポニーキャニオンより発売された。

## リリース・音楽性
通常盤のみの1形態で発売。吉俣良が音楽を担当するフジテレビ系ドラマ『きらきらひかる』のサウンドトラックで、挿入歌であるEGO-WRAPPIN'の「Disney Girls」のほか、主題歌であるMr.Childrenの「ニシエヒガシエ」のアレンジ・バージョンを含むドラマの劇伴を全16曲収録している。

## 収録曲
- 全作曲：Ryo（#3, #10, #12, #13除く） / サウンド・プロデュース：Ryo / プロデュース：河毛俊作 / コ・プロデュース：山口雅俊

1. External Exit [3:23]
2. 何も語らぬ人々 [4:20]
3. Disney Girls / Ego-Wrappin' [5:18]
  - 作詞・作曲：Bruce Johnston

ザ・ビーチ・ボーイズの楽曲のカバー。
4. Party [2:30]
5. きらきらひかる [2:46]
6. It's You, On My Mind [3:09]
7. Do-Du-TA-Ta [2:23]
8. Acoustic Wind [4:29]
9. It May Be Fine [2:23]
10. ニシエ ヒガシエ (Strings Version) [2:03]
  - 作曲：桜井和寿 / 弦編曲：Ryo

Mr.Childrenの14thシングルのインストゥルメンタル・アレンジ・バージョン。
11. Game of Chance [4:36]
12. Brut(e) [4:59]
  - 作曲：長谷部徹
13. Intoxication [3:32]
  - 作曲：今堀恒雄
14. Accident [2:12]
15. Party (Strings Version) [1:57]
  - 弦編曲：Ryo
16. Life [2:56]